# Sant Roc de Vilademuls
Sant Roc de Vilademuls és una obra del poble d'Orfes, al municipi de Vilademuls (Pla de l'Estany), protegida com a Bé Cultural d'Interès Local.

## Descripció
L'acció del temps i dels llamps l'ha reduïda a un estat ruïnós. S'aguanten les parets i els arcs de la volta. L'acció del temps i dels llamps l'ha reduïda a un estat ruïnós. S'aguanten les parets i els arcs de la volta. A la llinda de la portada hi ha les dates "1701" i "1786" en una pedra del brancal dret.

## Història
Com les altres ermites d'aquests entorns dedicades a sant Roc i a sant Sebastià, fou erigida amb motiu de la terrible pesta que el segle XVII assotà especialment aquests indrets. També fou aquella pesta que motivà l'històric vot de la Baronia al santuari de la Mare de Déu del Collell. Antigament el dia del Sant, el 16 d'agost, se celebrava la festa a l'església parroquial. Un detall característic era que, després de la Missa, es donava un panet a tots els assistents. Més tard es va abandonar aquesta tradició.(www.vilademuls.cat)